# Мурат (річка)
Мурат (тур. Murat Nehri, Мурад, Східний Євфрат, Арацані — вірм. Արածանի) - річка, що протікає по Вірменському нагір'ю у Туреччині, найважливіша твірна Євфрату.
Мурат має витоки в горах східної Туреччині поблизу Арарат і прямує по довгій і вузькій долині Вірменського нагір'я. Довжина річки становить 722 км, сточище 40 близько тис. км². Рівень води сильно коливається, піднімаючись у весняну повінь (у квітні-травні) і залишаючись низьким решту часу. Річка несудноплавна, взимку місцями замерзає.

## Каскад ГЕС
На річці побудовані або в стадії будівництва ГЕС Кебан, ГЕС Альпаслан-1, ГЕС Альпаслан 2, ГЕС Юкари-Калекей, ГЕС Ашаги-Калекей, ГЕС Бейхан I та ГЕС Бейхан II. Загальна потужність каскаду має становити 1,855 МВт. Очікуваний річний виробіток електроенергії на 4280 ГВт